# دومینیک نوثناگل
دومینیک نوثناگل (انگلیسی: Dominik Nothnagel؛ زادهٔ ۲۸ دسامبر ۱۹۹۴) بازیکن فوتبال اهل آلمان است.
از باشگاه‌هایی که در آن بازی کرده‌است می‌توان به باشگاه فوتبال وورتسبورگ کیکرز اشاره کرد.
وی همچنین در تیم ملی فوتبال جوانان آلمان بازی کرده‌است.